# The Royal Opera

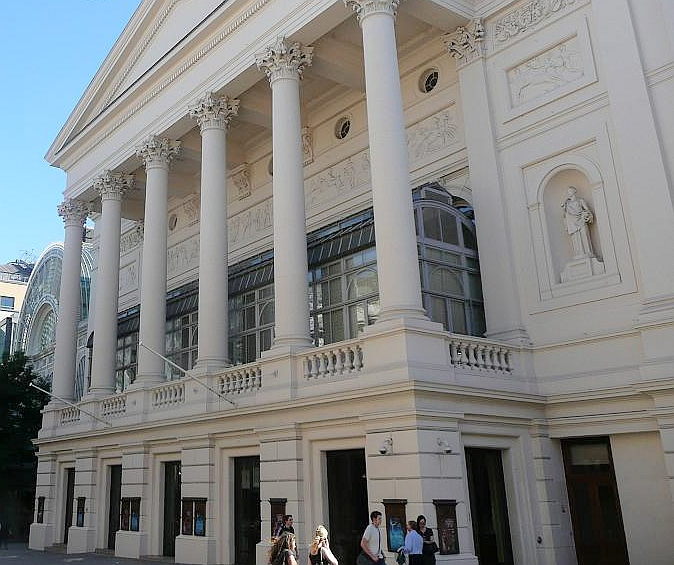
La Royal Opera House qui accueille The Royal Opera.

The Royal Opera est une compagnie d'opéra basée au centre de Londres. Résidente à la Royal Opera House de Covent Garden, elle est avec l'English National Opera, l'une des deux principales compagnies d'opéra de la capitale anglaise. Fondée en 1946 sous le nom Covent Garden Opera Company — nom qu'elle change en 1968 —, depuis sa création, elle partage la Royal Opera House avec la compagnie de danse maintenant connu sous le nom The Royal Ballet.
De 2011 à 2017, il est dirigé par Kasper Holten, qui succède à ce poste à Elaine Padmore (en). Depuis c'est Oliver Mears (en).